# Mar Bruinzeel
Mar Bruinzeel (Delft, 2 augustus 1941 – Leersum, 23 september 2023) was een Nederlands beiaardier en organist.

## Levensloop

### Opleiding
Mar Bruinzeel kreeg zijn eerste muziekonderwijs in zijn geboorteplaats Delft. Hierna studeerde hij orgel bij Arie J. Keijzer aan het Rotterdams conservatorium. Daarnaast volgde hij beiaardlessen in Amersfoort en behaalde onder leiding van Leen 't Hart zijn einddiploma.

### Loopbaan
Mar Bruinzeel was beiaardier van de Koningskerk in Zwijndrecht en de Oude Kerk in Naaldwijk en organist van de Immanuelkerk te Delft van 1963 tot 1973. Hij werd in 1971 aangesteld als beiaardier van de Erasmus universiteit in Rotterdam en gaf tevens beiaard-onderricht aan de studenten en medewerkers. Hij vervulde die functie tot 2008. Ook heeft hij meerdere beiaardconcoursen gewonnen waaronder het Internationaal Beiaard Concours op de Domtoren in Utrecht in 1978. Negen jaar achtereen, vanaf 1986, gaf Mar Bruinzeel beiaard-concerten op de toren van het YMCAgebouw in Jeruzalem. Toen hij naar Drenthe verhuisde werd hij stadsbeiaardier in Meppel, Drachten en Heerenveen. Daarnaast was hij organist in de Sint-Pancratiuskerk in Diever. Hij gaf als beiaardier vele gastconcerten door het hele land en was orgeldocent aan diverse muziekscholen.
Bruinzeel bracht ook een elpee uit met 16 Gezangen. Deze werden opgenomen op het Bätz/Witte orgel in de Waalse kerk in Delft. In 1993 verscheen zijn cd Carillon sounds : Folksongs and melodies of the Netherlands.